# 新 兵庫史を歩く
新 兵庫史を歩く（しん・ひょうごしをあるく）は、2003年度からNHK神戸放送局が、兵庫県向けに放送している視聴者参加型の歴史紀行番組。
これは、県内各地の名所旧跡やその場所にまつわる歴史を、講師の話を聞きながら視聴者と共に訪ね歩くイベントの様子を、講師の解説などを交えて放送するもの。（参加には事前の応募が必要。告知はNHK神戸放送局ホームページや放送にて行われる。）
放送は「兵庫特集」（2018年度のタイトルは「HYOGO+」）として兵庫県内向けに年2〜3回不定期に行われる。2008年度の第16回以降は後日関西全域向けに再放送されたり、また総合テレビの『ろーかる直送便』枠で全国向けに再放送される場合もある。

## 出演者
- 講師：伊勢田史郎（詩人・郷土史研究家)
- 田辺眞人（園田学園女子大学教授）
- 橘川真一（ひょうご歴史文化フォーラム会長）
- 司会：神戸放送局アナウンサー
歴代の担当者：別井敬之、田所拓也、今城和久、小西政親、内藤雄介

## 過去の放送
- 第1回 少年武蔵と佐用都姫の里 〜佐用町〜 （2003年（平成15年）5月17日実施・5月30日放送）
- 第2回 兵庫津と清盛の夢 〜神戸市兵庫区〜 （2003年（平成15年）9月13日実施・10月5日放送）
- 第3回 清和源氏のふるさと 〜川西市〜 （2003年（平成15年）11月22日実施・12月14日放送）
- 第4回 風情ただよう城下町 〜豊岡市出石町〜 （2004年（平成16年）4月24日実施・5月9日放送）
- 第5回 美嚢川は合戦の影を映して 〜三木市〜 （2004年（平成16年）6月 5日実施・6月18日放送）
- 第6回 源平合戦　夢のあと 〜神戸市須磨区〜 （2004年（平成16年）11月13日実施・12月3日放送）
- 第7回 浄土を望む播磨の里 〜小野市〜 （2005年（平成17年）4月23日実施・5月15日放送）
- 第8回 城跡めぐる歴史の道 〜篠山市〜 （2005年（平成17年）6月 4日実施・6月26日放送）
- 第9回 城と海と時の道 〜明石市〜 （2005年（平成17年）11月12日実施・12月4日放送）
- 第10回 国生み神話と人形浄瑠璃の島 〜南あわじ市〜 （2006年（平成18年）5月27日実施・6月18日放送）
- 第11回 柏原藩織田家の栄光 〜丹波市〜 （2006年（平成18年）11月11日実施・12月8日放送）
- 第12回 川風そよぐ古墳の道 〜加古川市〜 （2007年（平成19年）3月 3日実施・3月16日放送）
- 第13回 海峡のぞむ神話の島 〜淡路市〜 （2007年（平成19年）5月19日実施・6月8日放送）
- 第14回 藩主九鬼氏の残映 〜三田市〜 （2007年（平成19年）11月10日実施・12月7日放送）
- 第15回 義士と塩の道 〜赤穂市〜 （2008年（平成20年）5月10日実施・5月31日放送）
- 第16回 山あいの古道に沿って 〜神戸市北区〜 （2008年（平成20年）11月10日実施・12月5日放送、2009年3月9日再放送）
- 第17回 祈りつながる巡礼の道 〜宝塚市〜 （2009年（平成21年）11月14日実施・12月11日放送）
※5月に第17回として予定されていた“たつの市”は、新型インフルエンザ流行の影響で中止。
- 第18回 “赤とんぼ”流れる城下町 〜たつの市〜 （2010年（平成22年）5月15日実施・6月13日放送、6月25日全国放送）
- 第19回 えべっさんと酒蔵の道 〜西宮市〜 （2010年（平成22年）10月31日実施・11月21日放送、12月25日再放送）
- 第20回 北播磨の御仏たち 〜加東市〜 （2011年（平成23年）5月21日実施・6月17日放送、6月29日全国放送）
- 第21回 平家落人伝説の道 〜香美町〜  (2011年（平成23年）10月29日実施・12月28日放送、2012年（平成24年）1月21日再放送)
- 第22回 KOBE発 清盛の平安へ 〜神戸市〜 (2012年（平成24年）5月26日実施・6月21日放送)
- 第23回 天空の城　古の栄華をたずねて 〜朝来市〜 (2012年（平成24年）10月27日実施・11月29日放送）
- 第24回 優しき仏たちの播磨路へ 〜加西市〜（2013年（平成25年）5月25日実施・6月16日放送）
- 第25回 藤の花香る酒蔵の街 〜伊丹市〜（2013年（平成25年）10月26日実施・11月28日放送）
- 第26回“官兵衛の夢”に思いを馳せて 〜姫路市〜（2014年（平成26年）5月24日実施・6月13日放送）